# Огонь внакладку
Огонь внакладку — военный термин, под которым подразумевается массированный или сосредоточенный артиллерийский огонь, ведущийся всеми имеющимися артиллерийскими подразделениями (батареями или дивизионами) одновременно и по всей площади, на которой располагается цель (группа целей). Причём ведение огня происходит на трёх установках прицела и одной-двух установках угломера.

## Примеры применения
Во время Великой Отечественной войны при недостатке артиллерии крупных калибров огонь внакладку активно применялся советскими войсками для ведения контрбатарейной борьбы. При этом, как правило, огневое воздействие строилось на комбинации огня 152-мм орудий с установкой взрывателей на фугасное действие и огня 76-мм орудий с установкой взрывателей на осколочное.